# Ducto intercalar
A secreções salivares secretadas inicialmente, pelos ductos intercalares, os quais têm pequeno diâmetro, são revestidos por células cuboidais cujos núcleos se encontram centralmente localizados e pouco citoplasma que contém RER situado na porção basal e complexo de Golgi na região apical da célula. Ocasionalmente, os grânulos de secreção encontrados nessas células, especialmente naquelas mais próximas às porções secretoras. Tais células cuboidais tÊm algumas microvilos que se projetam para o lúmen do ducto. Suas faces laterias interdigitam-se projetam para o lúmen do ducto. Suas faces laterias interdigintam-se om as das células vizinhas e se interconectam por meio de complexos juncionais situados apicalmente, bem como por desmossomos dispersos abaixo dos complexos juncionais. 
As células mioepiteliais ou prologamentos são geralmente presentes entre a membrana basal e as células ductais. Foi descrito, nos ductos intercalares das glândulas labiais e palato mole humanos, um alto grau de pleomorfismo estrutural, relacionado ao arranjo, localização, diâmetro, e espessura epitelial do ducto no interior dos lóbulos individuais. A porção mais simples do ducto é recoberta por epitélio cúbico simples. Nas glândulas salivares do palato mole dos seres humanos, os ductos intercalares ficam, em geral, fora dos septos de tecido conjuntivo ; são longos, altamente espiralados e consistem em células epiteliais cúbicas secretoras de muco e de células mioepiteliais. A atividade funcional das células dos ductos intercalares não é bem-compreendida. Os ductos intercalares são especialmente proeminentes nas glândulas salivares com secreção serosa e, por isso, ocorrem freqüentemente na glândula parótida. Poderá ser difícil distingui-los, se eles estiverem incluídos numa massa de unidades secretoras.